# Michal Doležal (calciatore)
Michal Doležal (Teplice, 19 agosto 1977) è un allenatore di calcio ed ex calciatore ceco, di ruolo centrocampista, tecnico del Banik Modlany.